# حسن‌آباد (دشت خاک)
حسن‌آباد روستایی در دهستان دشت خاک بخش مرکزی شهرستان زرند استان کرمان ایران است.

## جمعیت
بر پایه سرشماری عمومی نفوس و مسکن در سال ۱۳۹۵ این روستا بدون جمعیت بوده‌است.